# مازرا دی پادووا
مازرا دی پادووا (به ایتالیایی: Maserà di Padova) یک کومونه در ایتالیا است که در استان پادووا واقع شده است.

## خصوصیات
مازرا دی پادووا ۱۷٫۵ کیلومترمربع مساحت و ۸٬۲۲۶ نفر جمعیت دارد و ۹ متر بالاتر از سطح دریا واقع شده است.